# AS-324
La AS-324 es una vía de comunicación que pertenece a la Red Local de 1º Orden de Carreteras del Principado de Asturias. Tiene una longitud de 9,29 km y une la localidad yerbata de San Julián (Bimenes) con la sierense de Carbayín Alto.
Comienza en un cruce con el antiguo trazado de la carretera AS-251, denominado actualmente AS-382 al lado de la iglesia de San Julián (Bimenes); y finaliza en el cruce con la carretera AS-378 en Carbayín Alto.
Después de abandonar San Julián (Santuyano en asturiano), atraviesa las aldeas de Rosuaria y La Correoria, hasta alcanzar la glorieta de enlace con la AS-119 (km 1,06), que da la opción de comunicarla de nuevo con la AS-382 a través de la AS-251.
Posteriormente, discurre bajo la AS-119 (km 2,20) y pasa por los lugares de La Casa'l Monte y La Bargaña, antes de llegar al pueblo de Suares. Posteriormente atraviesa la aldea de Les Cabañes de Riba para recibir por la izquierda a la AS-391 (km 4,86) y a la SI-14 (km 5,29) por la derecha en La Texuca.
Después de abandonar Bimenes y adentrarse en Siero pasa por las aldeas de La Llobera, La Malena y La Rasa, hasta finalizar en la AS-378 en Carbayín Alto.
Es una carretera plagada de numerosas curvas, muchas de ellas de pequeño radio. Ha visto aumentada la cantidad de tráfico debido a la construcción de la AS-119, sobre todo por los conductores provenientes de Siero, que antes usaban la SI-14.